# 长尾大麝鼩
长尾大麝鼩（学名：Crocidura dracula）为鼩鼱科麝鼩属的动物。分布于台湾岛以及中国大陆的广西、陕西、贵州、云南、四川、西藏、福建等地，一般栖息于热带和亚热带森林以及田野。该物种的模式产地在云南蒙自附近。

## 亚种
- 长尾大麝鼩指名亚种（学名：Crocidura dracula dracula），Thomas于1912年命名。分布于台湾岛以及中国大陆的西藏、广西、云南、四川等地。该物种的模式产地在云南蒙自附近。[2]
- 长尾大麝鼩华南亚种（学名：Crocidura dracula grisecens），Howell于1928年命名。在中国大陆，分布于福建等地。该物种的模式产地在福建挂墩。[3]